# Stelian Ghiță-Eftemie
Stelian Ghiță-Eftemie (n. 29 iulie 1949, Bușteni, Prahova, România) este un fost deputat român în legislatura 1990-1992, ales în județul Neamț pe listele partidului FSN și reales în legislatura 2008-2012.
Deputatul Stelian Ghiță-Eftemie este de profesie medic, căsătorit cu Maria Ghiță-Eftemie și tatăl unei fete, Manuela Buruiană.